# Comuna Avinurme
Avinurme este o comună (vald) din Comitatul Ida-Viru, Estonia.
Comuna cuprinde un târgușor (alevik) - Avinurme, reședința comunei și un număr de 16 sate.

## Localități componente

### Târgușoare
- Avinurme

### Sate
Între paranteze, este dat numele localităților în limba germană
- Adraku (Addrack)
- Alekere (Allecker)
- Änniksaare (Hennigsar)
- Kaevussaare (Kaewussar)
- Kiissa (Sankt Benedikt)
- Kõrve (Körwentack)
- Kõrvemetsa (Körwemetz)
- Kõveriku (Köwerich)
- Laekannu (Laggekanno)
- Lepiksaare (Leppiksar)
- Maetsma (Madutzma)
- Paadenurme (Padenorm)
- Sälliksaare (Selligsar)
- Tammessaare (Tammessar)
- Ulvi (Ulwi)
- Vadi (Waddi)